# Maxime Renaux

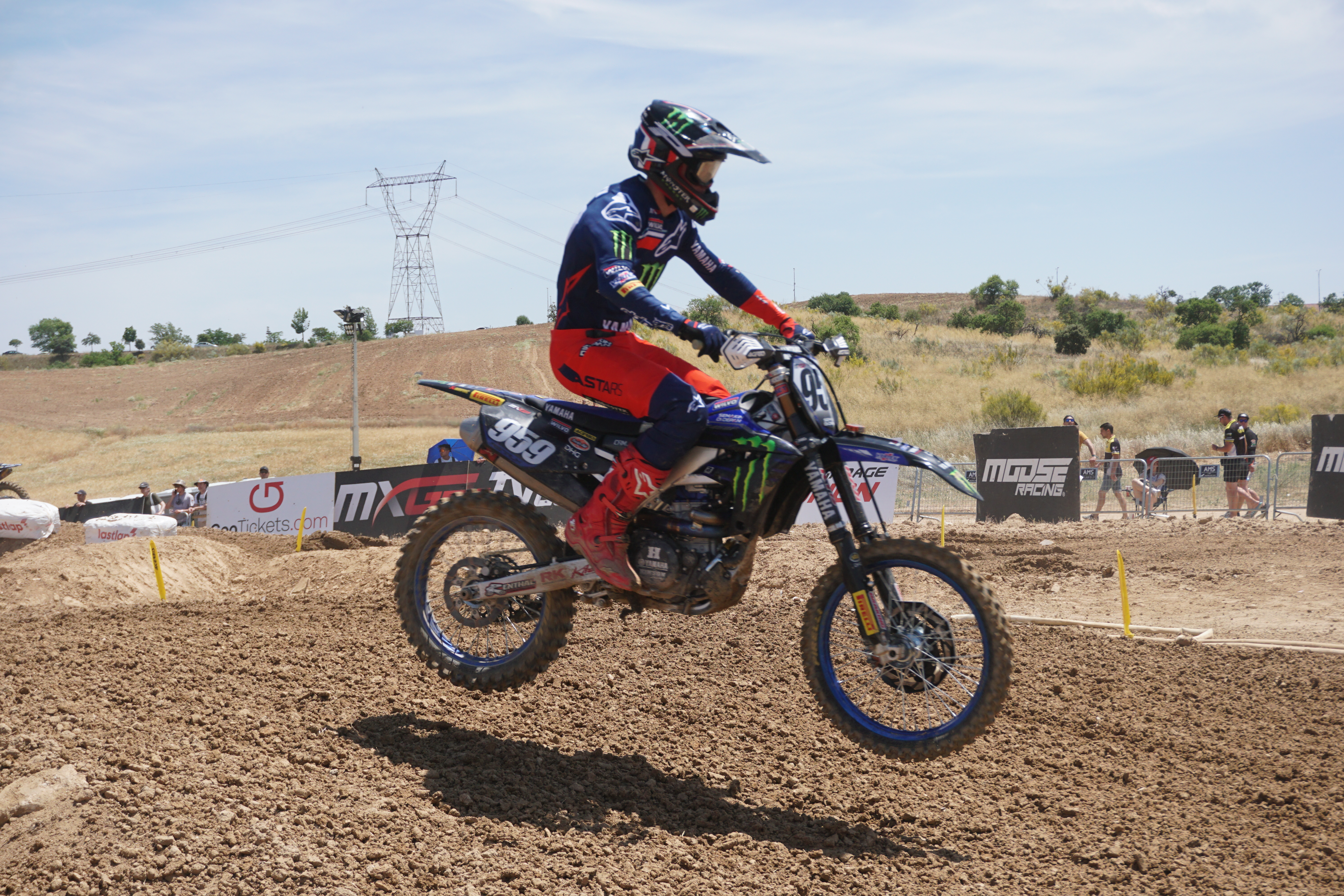
Maxime Renaux in 2022

Maxime Renaux (Sedan, 17 mei 2000) is een Frans motorcrosser.

## Carrière
In 2014 maakte Renaux zijn debuut in de EMX125-klasse, op Yamaha. Hij kwam regelmatig tot scoren en werd drieëntwintigste in de eindstand. In 2015 reed Renaux het volledige seizoen in de EMX125-klasse. Hij werd derde in de eindstand.
In 2016 kwam Renaux uit in de EMX250-klasse. Hij geraakte al snel geblesseerd en kwam niet verder dan de vijfentwintigste plaats. Hij maakte ook zijn debuut in het wereldkampioenschap motorcross MX2, door als wildcard te starten in de GP van Nederland. Hij wist enkele punten te behalen en werd vierenvijftigste.
Het seizoen 2017 viel volledig in het water door blessures. Renaux kwam geen enkele keer in actie. In 2018 reed Renaux opnieuw het volledige seizoen in de EMX250-klasse. Hij werd ook dit seizoen geplaagd door blessures en werd twaalfde in de eindstand. Hij wist wel de GP van België te winnen. Wanneer er geen wedstrijd was in de EMX250-klasse, kwam Renaux sporadisch uit in het wereldkampioenschap MX2. Hij behaalde af en toe punten en werd tweeëndertigste in de eindstand.
In 2019 maakte Renaux voltijds de overstap naar het wereldkampioenschap MX2. Na een regelmatig seizoen en enkele podiumplaatsen beëindigde hij het seizoen op de zevende plaats. Hij werd voor het eerst geselecteerd voor de Motorcross der Naties met de Franse ploeg.
In 2020 won hij zijn eerste GP uit zijn carrière en werd derde in de eindstand, achter Tom Vialle en Jago Geerts. Na dit seizoen werd Renaux bekroond met de "Jan de Groot Award", de prijs voor beste jongere rijder.
Voor het seizoen 2021 ondertekende Renaux een contract bij het fabrieksteam van Yamaha, dat onder leiding van ex-motorcrosser en GP-winnaar Marnicq Bervoets staat. Renaux is hier teamgenoot van Geerts.

## Palmares
2016: 54e Wereldkampioenschap MX2
2018: 32e Wereldkampioenschap MX2
2019: 07e Wereldkampioenschap MX2
2020: 0 Wereldkampioenschap MX2
2021: 0 Wereldkampioenschap MX2
2022: 4e in MXGP-klasse
2023: 10e in MXGP-klasse
2024: 17e in MXGP-klasse
| 1           | 06-09-2020 | Italië           | Faenza          |
| 2           | 27-06-2021 | Groot-Brittannië | Matterley Basin |
| 3           | 08-08-2021 | Letland          | Ķegums          |
| 4           | 03-10-2021 | Duitsland        | Teutschenthal   |
| 5           | 17-10-2021 | Spanje           | Arroyomolinos   |
| 6           | 31-10-2021 | Garda            | Pietramurata    |
| MXGP-klasse |            |                  |                 |
| 7           | 29-05-2022 | Spanje           | Arroyomolinos   |
| 8           | 10-04-2023 | Zwitserland      | Frauenfeld      |
| 9           | 02-03-2025 | Argentinië       | Córdoba         |